# République démocratique d'Arménie
Pour les articles homonymes, voir République d'Arménie et Première République.
1918- – 1920 (1921)
Entités précédentes :
- RDF de Transcaucasie

Entités suivantes :
- RSS d'Arménie
- Turquie

La république d'Arménie, officieusement nommée Première République arménienne, est née des convulsions qui ont agité la Transcaucasie à la fin de la Première Guerre mondiale. L'effondrement de l'Empire russe en 1917 laisse un vide politique dans une région composée d'une mosaïque de groupes ethnico-religieux, qui peinent à s'entendre. Abandonnés par leurs voisins face à la menace turque, les Arméniens proclament la république d'Arménie. Après la défaite des Puissances centrales en 1918, les Arméniens fondent de grands espoirs sur la conférence de paix de Paris (1919), pour obtenir le rétablissement de la Grande-Arménie historique. Leurs attentes sont rapidement déçues. Abandonnée par les puissances alliées, face à l'hostilité de ses voisins, la république d'Arménie mène pendant deux ans une existence précaire et succombera à la collusion de la Turquie kémaliste et de la Russie bolchévique.

## Prémices

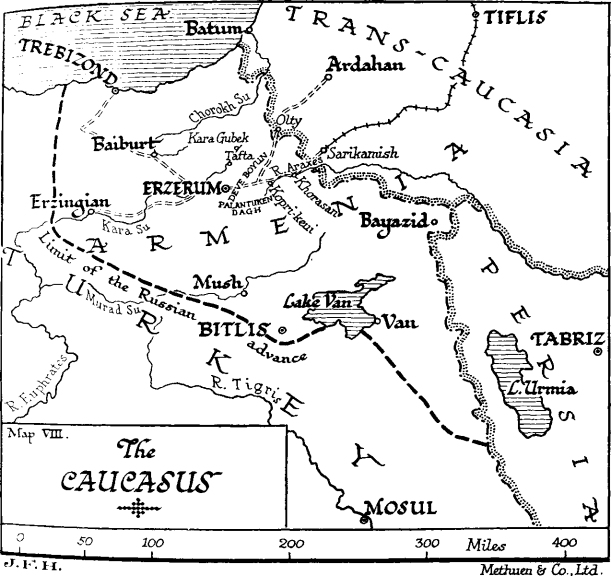
Avance de l'armée russe en Arménie turque (1916).

En 1915, l'Empire ottoman s'engage dans la Première Guerre mondiale aux côtés des Puissances centrales. En 1916, l'armée russe s'enfonce profondément en Arménie turque. Les Russes recueillent les réfugiés du génocide arménien. La révolution russe de février 1917 place les populations de Transcaucasie devant le problème de la gestion de l'après-tsarisme, problème d'autant plus difficile que ces populations sont inextricablement enchevêtrées. Pour ne donner qu’un exemple, les deux « plus grandes villes arméniennes » sont Tiflis, l'actuelle Tbilissi, future capitale de la Géorgie, et Bakou, future capitale de l'Azerbaïdjan. Les trois principaux groupes, avec chacun un parti majoritaire, sont respectivement les Géorgiens avec le parti Menchevik, les Arméniens avec le parti Dashnak et les musulmans avec le parti Müsavat.
À Moscou, le gouvernement provisoire de Kerenski crée un Comité spécial de Transcaucasie (Ozakom), dont l'autorité sur place est très faible. Il prend en outre une « Décision du Gouvernement provisoire au sujet de l'Arménie turque » (26 avril 1917), qui permet aux réfugiés arméniens de rentrer chez eux. Ces derniers tiennent à Erevan un congrès qui désigne un « Conseil des Arméniens occidentaux ». De leur côté, les Arméniens orientaux se réunissent en Congrès national arménien à Tiflis. La décision la plus importante de ce congrès est de créer un Conseil national (« Azkayin Khorhoud »), représentatif des différences tendances politiques, à l'exception des bolcheviks.
La révolution d'Octobre, qui porte les bolcheviks au pouvoir en Russie, change à nouveau la donne en Transcaucasie. Tous désapprouvent le coup d'État, à l'exception du soviet de Bakou, dominé par le communiste arménien Stepan Chahoumian. Les peuples de Transcaucasie réagissent par la constitution d'un « Commissariat transcaucasien » (15 novembre 1917), suivi par un parlement transcaucasien, le Seïm (23 février 1918), qui proclame l'indépendance de la république démocratique fédérative de Transcaucasie. Le sort de la Transcaucasie dépend pourtant de la fortune des armes. Les bolcheviks ont beau publier un « Décret sur l'Arménie turque » qui prévoit à la fois le retrait des troupes russes et l'auto-détermination des Arméniens occidentaux, ce document ne pèse d'aucun poids lorsque la Russie est obligée de signer le traité de Brest-Litovsk (3 mars 1918), dont une des clauses prévoit la rétrocession de tous les territoires gagnés sur les Ottomans lors du traité de Berlin (1878). L'anarchie qui règne au sein de l'armée russe a atteint le front caucasien, qui s'est effondré.
La 3e armée ottomane réorganisée reprend l'offensive et bouscule partout les troupes transcaucasiennes (en fait surtout arméniennes). Les réfugiés qui avaient regagné leurs foyers en Arménie turque reprennent le chemin de l'exil, définitivement cette fois.

## Proclamation de l'indépendance

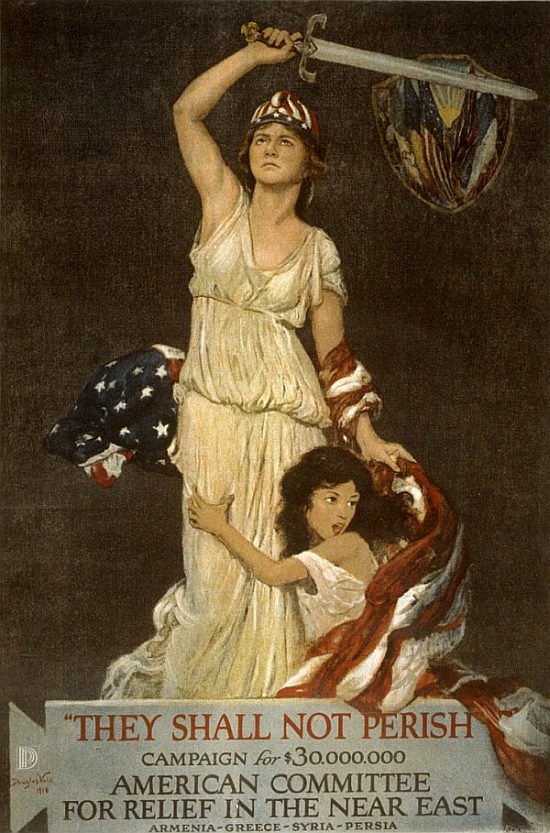
Affiche du Near East Relief : l'Arménie est mentionnée comme bénéficiaire.

Cette déroute militaire a pour effet l'éclatement de la Transcaucasie. Les Géorgiens espèrent se placer sous la protection des Allemands, tandis que les Azéris ne cachent plus leur sympathie pour les Turcs. Le 26 mai 1918, la Géorgie proclame son indépendance, suivie le 28 mai par l'Azerbaïdjan. L'armée turque avance sur Erevan et le destin des Arméniens semble scellé. C'est pourtant d'Erevan que viendra le salut. Aram Manoukian a organisé la défense de la province et galvanisé les soldats arméniens. À la fin de mai 1918, les Arméniens arrêtent l'avance turque, à Karakilisa, Bach Abaran et surtout à la bataille de Sardarapat, qui va entrer dans la légende arménienne.
Les Arméniens, contraints et forcés, proclament alors leur indépendance le 28 mai 1918. Face à cette résistance inattendue, les Turcs signent avec les Arméniens le traité de Batoum (4 juin 1918), qui ne laisse à ces derniers qu'un territoire minuscule. Le Conseil national arménien de Tiflis constitue alors un gouvernement, dans lequel tous les postes sont occupés par des Dashnaks (sauf les Affaires militaires) et qui est présidé par Hovannès Katchaznouni. Le nouveau gouvernement doit rapidement quitter Tiflis, devenue capitale de la Géorgie, pour Erevan, qui était jusque-là une localité secondaire. L'Arménie se dote d'un drapeau tricolore : rouge, bleu et orange, qui rappelle les armes des Lusignan, la dernière dynastie du royaume arménien de Cilicie.
La fortune change à nouveau de camp le 30 octobre 1918. L'Empire ottoman, à bout de force, signe avec les Alliés l'armistice de Moudros. La république d'Arménie n'en doit pas moins faire face à une situation effroyable. Il faut s'occuper de centaines de milliers de réfugiés ; le désordre règne partout et près de 20 % de la population — parmi eux Aram Manoukian, l'organisateur de la résistance arménienne — est victime du typhus. L'aide humanitaire américaine, d'ordre privé (Near East Relief) ou public (American Relief Administration) contribue à atténuer l'ampleur de la catastrophe.
La fin de la Première Guerre mondiale ne signifie pourtant pas la fin des combats en Transcaucasie, où les différents groupes ethniques restent enchevêtrés. Une courte guerre oppose les Arméniens aux Géorgiens à propos de la région du Lorri. Ce conflit aura pourtant pour effet de dresser les Géorgiens contre les Arméniens qui quittent la Géorgie en masse. Conformément à l'armistice de Moudros, les Arméniens obtiennent, non sans difficultés, la restitution de la province de Kars, où ils se heurtent à l'hostilité des musulmans locaux. Les frontières avec l'Azerbaïdjan sont elles aussi loin d'être fixées : le Nakhitchevan, le Zanguezour et le Haut-Karabagh font l'objet d'âpres contestations. À la suite d'un arbitrage des Britanniques, dont les troupes sont présentes en Transcaucasie, l'administration du Nakhitchevan est attribuée à l'Arménie, mais face à l'opposition des musulmans, majoritaires dans la région, l'administration arménienne doit l'abandonner. Alors que l'Arménie et l'Azerbaïdjan n'ont pas de frontières définies et contrôlées, l'Azerbaïdjan revendique le Caucase du Sud et de l'Est alors que l'Arménie revendique les provinces peuplées d'Arméniens.
Par ailleurs, le Zanguezour et le Haut-Karabagh, pourtant à majorité arménienne, sont attribués à l'Azerbaïdjan, mais l'Azerbaïdjan renonce à la région d'Erevan. Le gouvernement azerbaïdjanais y nomme comme gouverneur le docteur Khosrov bey Sultanov. Les Arméniens du Zanguezour s'opposent avec succès à toute ingérence des Azerbaïdjanais. Dans le Haut-Karabagh, l'intransigeance de Sultanov débouche sur des massacres d'Arméniens en juin 1920. Les Arméniens du Haut-Karabagh, découragés, finissent par se laisser convaincre d'accepter le contrôle de l'Azerbaïdjan, du moins provisoirement et dans le cadre d'une entité autonome.
Les législatives de juin 1919 donnent une majorité écrasante à la Fédération révolutionnaire arménienne.

## Les Arméniens à la conférence de la paix à Paris (1919)

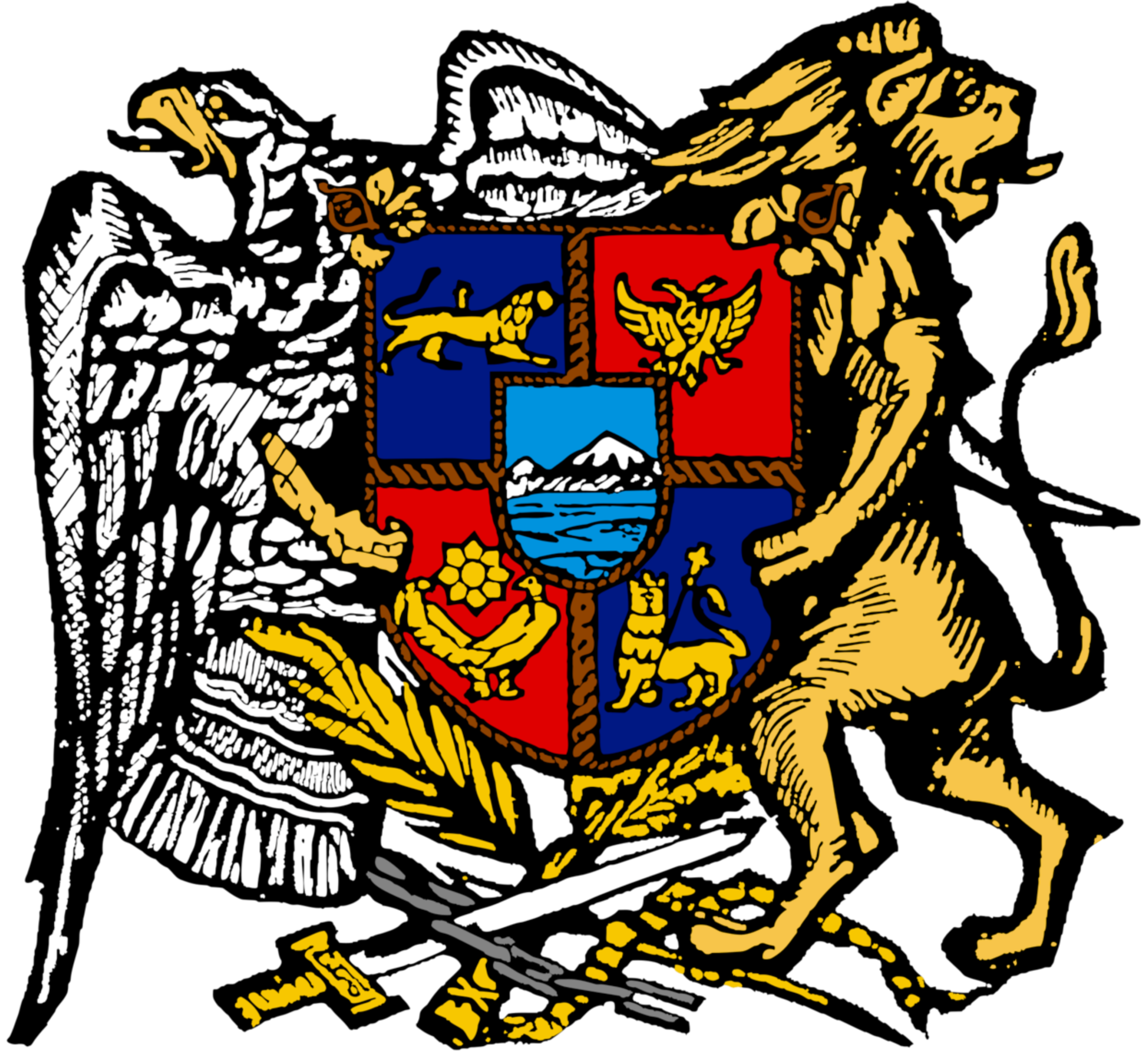
Armoiries de l'Arménie, adoptées le 19 avril 1922.

Bien que les Alliés ne reconnaissent pas officiellement la jeune république, les Arméniens sont représentés à la conférence de la paix par deux délégations : la Délégation nationale arménienne, qui est dirigée par Boghos Nubar Pacha, représentant les Arméniens de la diaspora, l'autre étant la Délégation de la République arménienne, menée par Avetis Aharonian. Les deux délégations finissent par se mettre d'accord pour présenter aux Alliés en février 1919 un Mémorandum de l'Arménie intégrale, un document maximaliste qui réclame la création d'un État arménien s'étendant du Caucase à la Cilicie, le paiement par les Turcs d'indemnités pour le génocide de 1915, ainsi que la protection de l'Arménie par une puissance mandataire, de préférence les États-Unis.

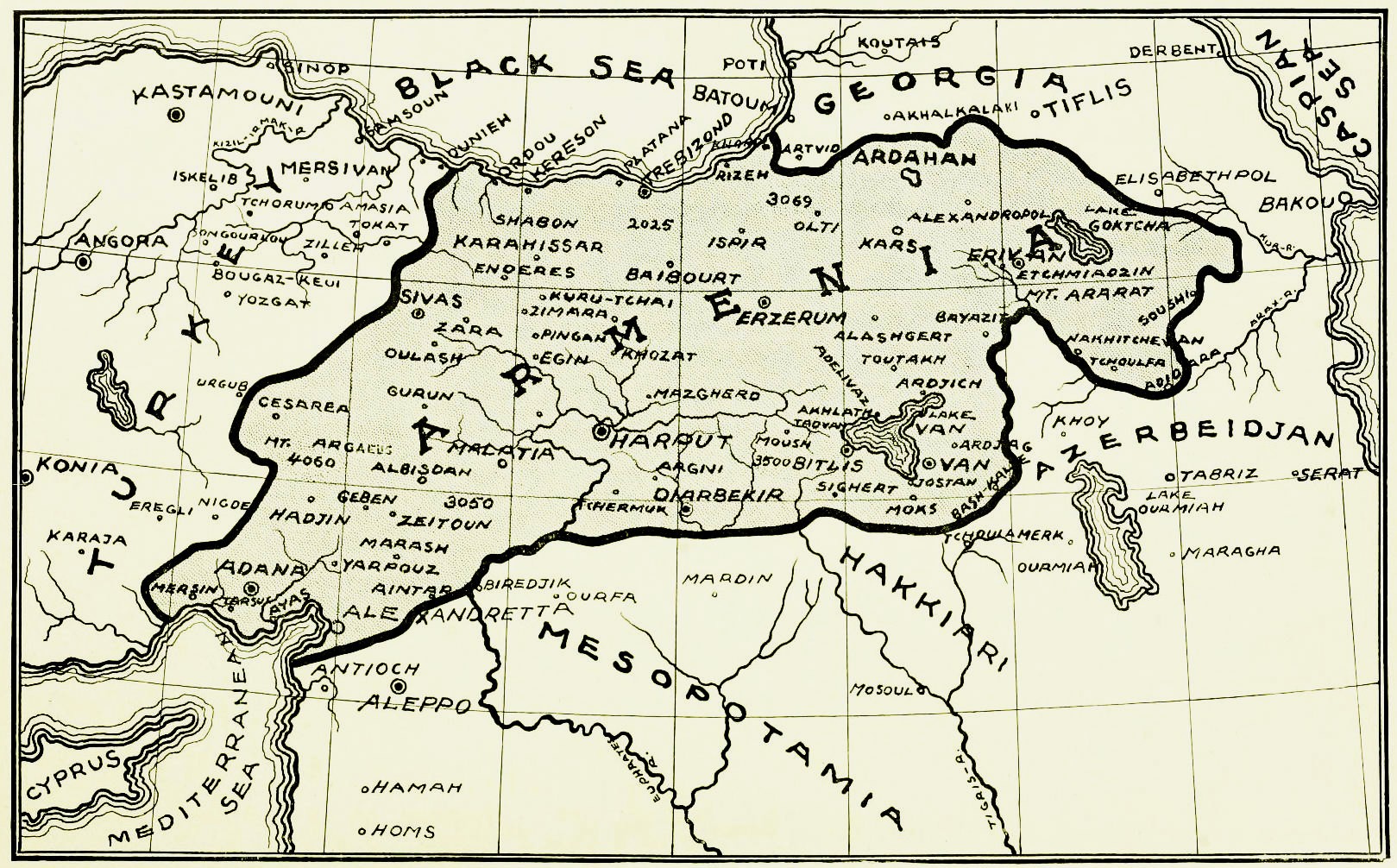
Revendications arméniennes à la conférence de paix de Paris de 1919.

Face aux instances des Arméniens occidentaux (c'est-à-dire des vilayets de l'Empire ottoman), le gouvernement arménien proclame l'Acte d'union et d'indépendance des territoires de l'Arménie situés en Transcaucasie et dans l'Empire ottoman (18 mai 1919). Cette proclamation, que la république d'Arménie est incapable de mettre en œuvre, restera lettre morte et contribuera à enflammer le nationalisme turc (voir ci-dessous). Par ailleurs, les Alliés, dont l'Allemagne est la principale source de préoccupations, n'arrivent pas à se mettre d'accord sur le sort de l'Empire ottoman. La France et la Grande-Bretagne, épuisées par la guerre, ne disposent pas de moyens militaires pour agir partout dans le monde et le sort de l'Arménie ne fait pas partie de leurs priorités. Seule la Grande-Bretagne a envoyé des troupes en Transcaucasie, pour protéger ses colonies en Asie.

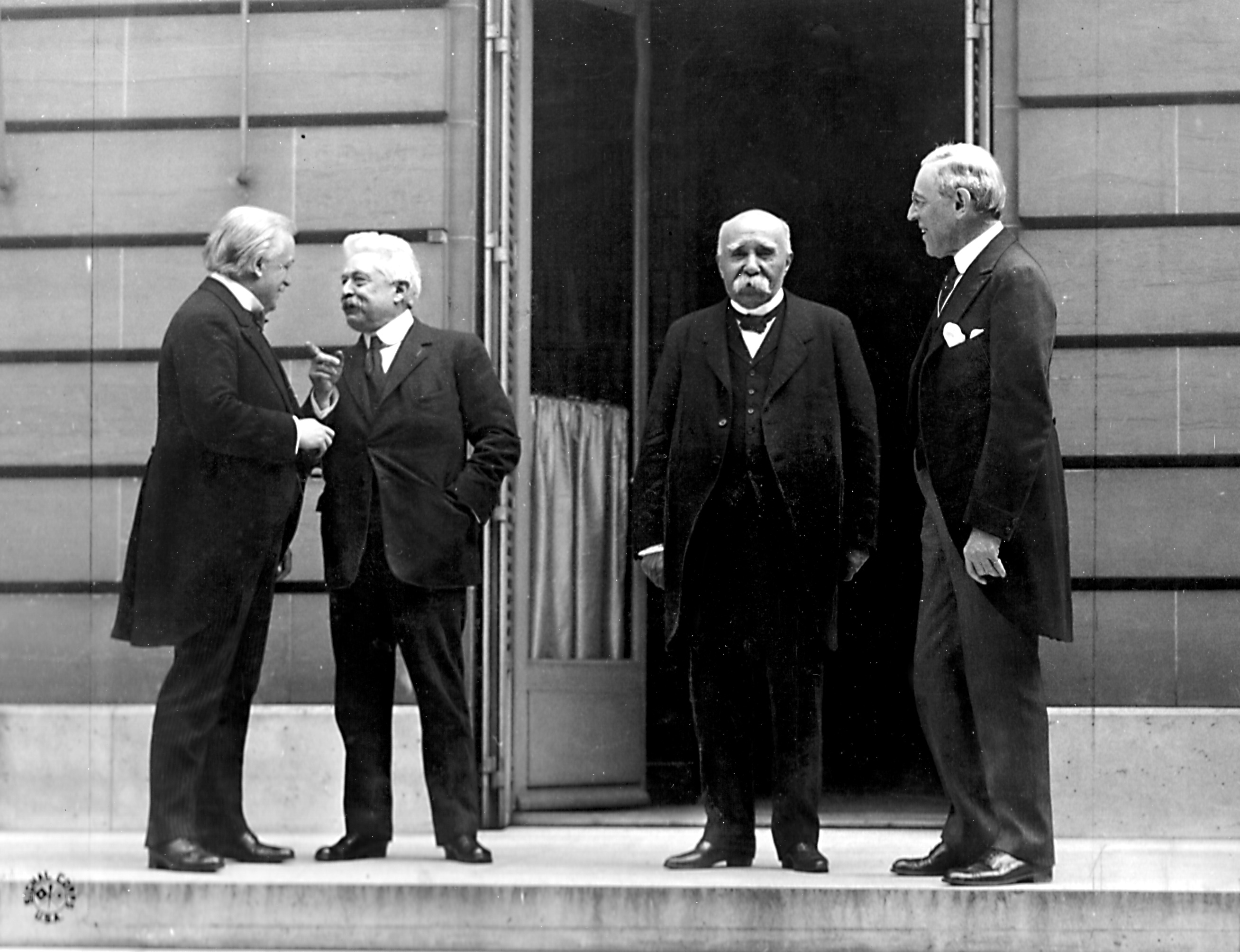
Conseil des Quatre.

Au cours de l'année 1919, deux commissions d'enquête alliées influenceront le destin de l'Arménie. Au printemps 1919, le Conseil des Quatre (Lloyd George, Clemenceau, Wilson et Orlando) décide d'envoyer au Moyen-Orient une commission afin de se forger une opinion sur la situation dans la région. La commission King-Crane (du nom des deux Américains qui la dirigent), qui ne s'occupe pas spécifiquement de l'Arménie et ne s'y rendra d'ailleurs jamais, rend néanmoins des conclusions favorables à la création d'un État arménien comprenant les vilayets orientaux de l'Empire ottoman mais pas la Cilicie. La Commission Harbord (en) (du nom de son président) est, quant à elle, envoyée au Proche-Orient par le président Wilson au cours de l'été 1919 pour étudier la faisabilité d'un mandat américain en Turquie et en Arménie. Dans ses conclusions la commission se borne à aligner les pour et les contre. Parmi ceux-ci elle relève la charge financière que le mandat représenterait pour les États-Unis. Le rapport de cette commission jouera indiscutablement un rôle négatif lorsque le Sénat américain sera amené à se prononcer sur la question du mandat.
Après la signature du traité de Versailles (28 juin 1919), les chefs d'État alliés se séparent sans que la question de l'Empire ottoman soit réglée. Tandis que les tendances isolationnistes se renforcent aux États-Unis — même si le président Wilson est favorable à un mandat américain en Arménie — les Alliés européens poursuivent leurs travaux aux conférences de Londres et de San Remo (février-avril 1920). Ces ajournements seront fatals à la république d'Arménie, dont les ennemis ont l'occasion de relever la tête.

## L’Arménie entre la Turquie kémaliste et la Russie bolchévique
Après l'armistice de Moudros, le général turc Mustafa Kemal ne se résigne pas au dépècement de l'Empire ottoman. L'occupation de Smyrne par l'armée grecque (mai 1919) constituera le catalyseur de son action. Largement suivi par les nationalistes turcs, d'abord au congrès d'Erzurum (juillet 1919), ensuite au congrès de Sivas (septembre 1919), son rôle sera consacré lors de la Grande Assemblée nationale d'Ankara (avril 1920). Il veut créer un « foyer national turc », dont l'Anatolie constituerait la base territoriale. Un tel projet ne peut qu'aboutir à un conflit avec la république d'Arménie. Par ailleurs, les bolcheviks russes, très isolés sur la scène internationale, se rapprochent des kémalistes, qu'ils affectent de considérer comme des adversaires de l'impérialisme.
Soucieux de desserrer cet étau, le gouvernement arménien se trouve face à une tâche difficile : comment se concilier les Russes, en qui il voit un moindre mal comparés aux Turcs, sans s'aliéner complètement les Alliés occidentaux, hostiles au communisme. Ces derniers se bornent à reconnaître de facto la république d'Arménie (janvier 1920) et à lui fournir des armes — en petites quantités et de mauvaise qualité. Les Arméniens ne voient d'autre solution que de négocier avec les Russes et de leur envoyer la mission Chant (du nom du poète arménien qui la dirige), qui arrive à Moscou le 20 mai 1920. Cette mission se déroule dans un contexte délicat. En avril 1920, une révolte des Arméniens du Haut-Karabagh contre le gouvernement azerbaïdjanais est réprimée avec brutalité et l'armée arménienne se porte au secours des insurgés. Le 28 avril, un coup d'État bolchévique transforme l'Azerbaïdjan en république soviétique. Le nouveau régime appelle immédiatement les Russes au secours. L'Armée rouge entre en Azerbaïdjan et les Arméniens sont sommés d'évacuer le Haut-Karabagh. Au vu de la situation, les communistes arméniens, fort peu nombreux, croient pouvoir tenter un coup d'État le 1er mai : un Revkom (comité révolutionnaire) proclame une république soviétique. Les Dashnaks réagissent énergiquement : le bureau politique du parti occupe désormais tous les postes d'un gouvernement présidé par H. Ohandjanian et écrase l'insurrection, qui n'a pas été suivie par la population. C'est dans ces conditions difficiles que la mission Chant négocie un traité d'amitié avec Tchitcherine, Commissaire du peuple aux Affaires étrangères. Face aux propositions soviétiques, le gouvernement arménien temporise, dans l'espoir que le futur traité de paix lui sera malgré tout plus favorable. Or, le 1er juin, le Sénat américain porte déjà un coup fatal à ce traité avant même qu'il ne soit conclu : il refuse le mandat américain sur l'Arménie. Tandis que les Soviétiques envoient un émissaire, Boris Legran (en), à Erevan, ils poursuivent parallèlement des négociations avec les kémalistes.
Le traité de Sèvres est finalement conclu le 10 août 1920. Sur le papier, l'Arménie, qui fait partie des signataires, obtient partiellement satisfaction : par son article 88, le traité stipule que la Turquie reconnaît l'Arménie comme un État libre et indépendant ; par son article 89, la Turquie et l'Arménie acceptent de soumettre au président des États-Unis la question de la frontière qui doit être fixée entre la Turquie et l'Arménie dans les vilayets d'Erzurum, de Trébizonde, de Van et de Bitlis et d'accepter sa décision. C'est ce que l'on appelle communément l'« arbitrage du président Wilson ». Le traité de Sèvres ne fait aucune mention de la Cilicie. Mustafa Kemal ne s'estime pas lié par le traité signé par les autorités ottomanes de Constantinople et refuse de l'entériner.
Entre-temps, des négociations se sont poursuivies à Moscou en juillet entre les bolcheviks et la délégation kémaliste dirigée par le commissaire aux Affaires étrangères Sami Bekir Bey (en). Le 24 août, les deux parties parviennent à un projet d'accord. Le point le plus important est l'annulation de tous les traités antérieurs entre la Turquie et la Russie. Les Russes s'engagent également à ne reconnaître aucun traité international qui n'aurait pas été ratifié par Ankara. Immédiatement après que le projet lui est parvenu, Mustapha Kemal attaque l'Arménie (23 septembre), c'est la guerre arméno-turque. Cette campagne militaire est une déroute pour l'armée arménienne. La forteresse stratégique de Kars tombe sans coup férir le 30 octobre. Par le traité d'Alexandropol (2 décembre 1920), les Arméniens doivent renoncer aux frontières du traité de Sèvres. Le même jour, les bolcheviks prennent le pouvoir à Erevan.

## Épilogue

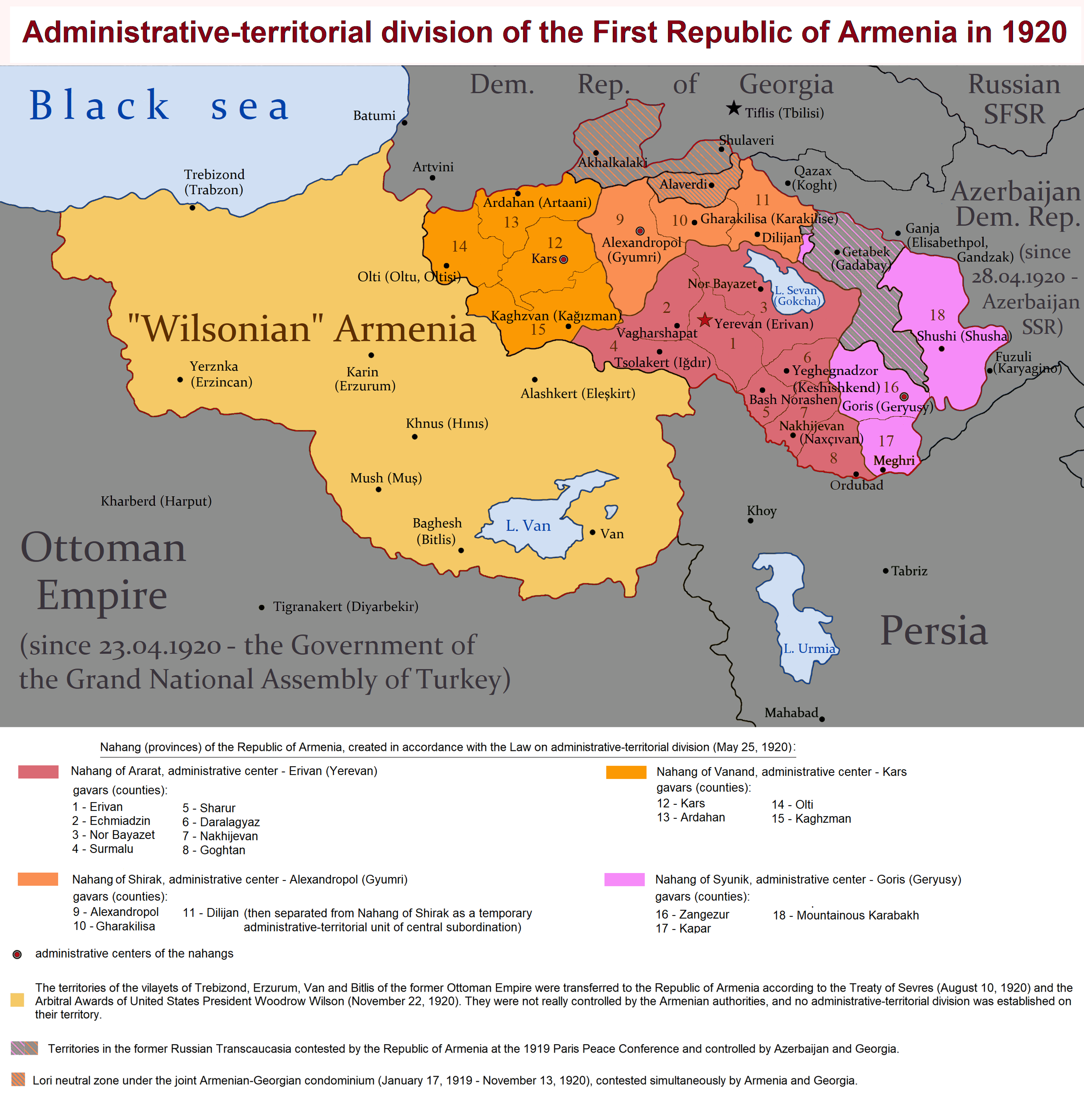
Division administrative et territoriale de la Première République arménienne en 1920.

L'Arménie se retrouve sous le joug soviétique, après une courte rébellion en février 1921 contre les bolchéviques, au cours de laquelle Simon Vratsian reprend le pouvoir pendant quarante jours. Par la suite, l'Arménie se voit retirer des territoires à cause de deux traités ; les bolchéviques donnent Kars et Ardahan à la Turquie, en échange de Batoumi, cédée à la Géorgie. Par la suite, le gouvernement soviétique fait des régions du Haut-Karabagh et du Nakhitchevan des régions autonomes appartenant à la RSS d'Azerbaïdjan.
En Cilicie, la situation est tout aussi dramatique : en 1921, après la victoire de Mustafa Kemal sur les troupes françaises qui les protégeaient, les Arméniens se réfugient en Syrie ou émigrent dans d'autres parties du monde, notamment en France. C'est une nouvelle diaspora.